# 1994-es Dakar-rali
Az 1994-es Dakar-rali 1993. december 29-én rajtolt Párizsban és 1994. január 16-án ért véget a párizsi Eurodisneyben.  A 16. alkalommal megrendezett versenyen 96 motoros 96 autós és 28 kamionos egység indult.

## Útvonal
| Szakasz | Dátum        | Honnan           | Hova             | Össztráv (km) |
| ------- | ------------ | ---------------- | ---------------- | ------------- |
| 1       | december 29. | Párizs           | Párizs           |               |
| 2       | december 30. | Bordeaux         | Granada          |               |
| 3       | december 31. | Granada          | Rabat            | 615           |
| 4       | január 1.    | Rabat            | Agadir           | 655           |
| 5       | január 2.    | Agadir           | Tan-Tan          | 558           |
| 6       | január 3.    | Tan-Tan          | Dajla            | 953           |
| 7       | január 4.    | Dajla            | Nuadibú          | 570           |
| 8       | január 5.    | Nuadibú          | Nuakchott        | 485           |
| 9       | január 6.    | Nuakchott        | Dakar            | 476           |
|         | január 7.    | Pihenőnap        |                  |               |
| 10      | január 8.    | Dakar            | Boutilimit       | 566           |
| 11      | január 9.    | Boutilimit       | Atar             | 491           |
| 12      | január 10.   | Atar             | Nuadibú          | 680           |
| 13      | január 11.   | Nuadibú          | Bir Anzarane     |               |
| 14      | január 12.   | Bir Anzarane     | Tan-Tan          | 702           |
| 15      | január 13.   | Tan-Tan          | Ouarzazate       |               |
| 16      | január 14.   | Ouarzazate       | Melilla          | 913           |
| 17      | január 15.   | Motril           | Château Lastours | 1.230         |
| 18      | január 16.   | Château Lastours | Eurodisney       |               |

## Végeredmény
A versenyt összesen 47 motoros, 57 autós és 10 kamionos fejezte be.

### Motor
|    | Versenyző      | Motor  |
| -- | -------------- | ------ |
| 1. | Edi Orioli     | Cagiva |
| 2. | Jordi Arcarons | Cagiva |
| 3. | Fabrizio Meoni | Honda  |

### Autó
|    | Versenyző          | Motor   |
| -- | ------------------ | ------- |
| 1. | Pierre Lartigue    | Citroën |
| 2. | Hubert Auriol      | Citroën |
| 3. | Philippe Wambergue | Bourgo  |

### Kamion
|    | Versenyző          | Motor   |
| -- | ------------------ | ------- |
| 1. | Karel Loprais      | Tatra   |
| 2. | Yoshimasa Sugawara | Hino    |
| 3. | Marvy              | Perlini |